# Valefar
In demonologia Valefar (anche Valefor e Malefar) è un Duca degli Inferi. Spinge le persone a rubare e s'incarica di far mantenere buone relazioni tra i ladri, per accrescere il loro potere. Comanda dieci legioni infernali. È rappresentato come un leone dalla testa di uomo o di asino.

## In altri media
- Appare nel videogioco Final Fantasy X dalle sembianze di drago/fenice.
- È un principe demone nel gioco di ruolo In nomine Satanis.
- È uno dei personaggi del libro Due candele per il diavolo di Laura Gallego Garcìa.
- È anche un personaggio nel libro Il demone di Dio di Wayne Barlowe.
- Nel manga Magi: The Labyrinth of Magic, Valefor è il secondo Djinn di elemento ghiaccio di Sinbad.